# Suncor Energy
Suncor Energy é uma empresa de petroleo do Canadá, foi fundada em 1919 na cidade de Montreal, atualmente é uma das maiores empresas canadenses, é especializada na produção de petróleo sintético a partir de areias betuminosas. A Suncor este classifica no número 128 na lista Forbes Global 2000.